# Wahlkreis Rimini (Camera dei deputati)
Der Wahlkreis Rimini ist seit 2017 ein Wahlkreis (italienisch collegio elettorale) für die Wahl der Abgeordnetenkammer.

## Von 2017 bis 2020

### Wahlkreisgebiet
Der Wahlkreis umfasste  Gemeinden: 

### Wahlergebnisse

#### Parlamentswahl 2018
| Kandidaten               | Kandidaten                | Stimmen | %    | Listen                                      | Stimmen | %    |
| ------------------------ | ------------------------- | ------- | ---- | ------------------------------------------- | ------- | ---- |
|                          | Elena Raffaelligewählt    | 59.161  | 35,2 | Lega                                        | 32.691  | 19,4 |
| Forza Italia             | Elena Raffaelligewählt    | 59.161  | 35,2 | 18.999                                      | 11,3    |      |
| Fratelli d’Italia        | Elena Raffaelligewählt    | 59.161  | 35,2 | 5.799                                       | 3,4     |      |
| Noi con l’Italia – UDC   | Elena Raffaelligewählt    | 59.161  | 35,2 | 1.672                                       | 1,0     |      |
|                          | Giulia Sarti              | 54.621  | 32,5 | Movimento 5 Stelle                          | 54.621  | 32,5 |
|                          | Sergio Pizzolante         | 43.103  | 25,6 | Partito Democratico                         | 37.232  | 22,1 |
| +Europa                  | Sergio Pizzolante         | 43.103  | 25,6 | 3.996                                       | 2,4     |      |
| Civica Popolare          | Sergio Pizzolante         | 43.103  | 25,6 | 1.116                                       | 0,7     |      |
| Italia Europa Insieme    | Sergio Pizzolante         | 43.103  | 25,6 | 759                                         | 0,5     |      |
|                          | Giuseppe Chicchi          | 5.140   | 3,1  | Liberi e Uguali                             | 5.140   | 3,1  |
|                          | Francesco Wilbert Vittori | 1.425   | 0,8  | Potere al Popolo!                           | 1.425   | 0,8  |
|                          | Dino Gianpietro Angeli    | 1.322   | 0,8  | Il Popolo della Famiglia                    | 1.322   | 0,8  |
|                          | Sara Conversi             | 1.113   | 0,7  | Partito Comunista                           | 1.113   | 0,7  |
|                          | Mirco Ottaviani           | 959     | 0,6  | Italia agli Italiani (FT – FN)              | 959     | 0,6  |
|                          | Elena Pierantoni          | 865     | 0,5  | CasaPound Italia                            | 865     | 0,5  |
|                          | Gianluca Sartini          | 277     | 0,2  | Partito Repubblicano Italiano – ALA         | 277     | 0,2  |
|                          | Marianna Puscio           | 190     | 0,1  | Per una Sinistra Rivoluzionaria (SCR – PCL) | 190     | 0,1  |
| Gesamt                   | Gesamt                    | 168.176 | 100  |                                             | 168.176 | 100  |
|                          |                           |         |      |                                             |         |      |
| Ungültige Stimmen        | Ungültige Stimmen         | 3.734   | 2,2  |                                             |         |      |
| Wähler                   | Wähler                    | 171.910 | 77,3 |                                             |         |      |
| Wahlberechtigte          | Wahlberechtigte           | 222.369 |      |                                             |         |      |
|                          |                           |         |      |                                             |         |      |
| Quelle: Innenministerium |                           |         |      |                                             |         |      |

## Seit 2020

### Wahlkreisgebiet
| Wahlkreise – Camera dei deputati – Emilia-Romagna | Wahlkreise – Camera dei deputati – Emilia-Romagna | Wahlkreise – Camera dei deputati – Emilia-Romagna                          |
| Provinz                                           | Provinz                                           | Gemeinden nach Provinzen ⮞ Wahlkreis                                       |
| ------------------------------------------------- | ------------------------------------------------- | -------------------------------------------------------------------------- |
|                                                   | Metropolitanstadt Bologna (55 Gemeinden)          | 1 ⮞ Wahlkreis Bologna 32 ⮞ Wahlkreis Imola 22 ⮞ Wahlkreis Carpi            |
|                                                   | Provinz Ferrara (21 Gemeinden)                    | alle ⮞ Wahlkreis Ferrara                                                   |
|                                                   | Provinz Forlì-Cesena (30 Gemeinden)               | alle ⮞ Wahlkreis Forlì                                                     |
|                                                   | Provinz Modena (47 Gemeinden)                     | 28 ⮞ Wahlkreis Modena 12 ⮞ Wahlkreis Carpi 7 ⮞ Wahlkreis Imola             |
|                                                   | Provinz Parma (44 Gemeinden)                      | 36 ⮞ Wahlkreis Parma 8 ⮞ Wahlkreis Piacenza                                |
|                                                   | Provinz Piacenza (46 Gemeinden)                   | alle ⮞ Wahlkreis Piacenza                                                  |
|                                                   | Provinz Ravenna (18 Gemeinden)                    | alle ⮞ Wahlkreis Ravenna                                                   |
|                                                   | Provinz Reggio Emilia (42 Gemeinden)              | 37 ⮞ Wahlkreis Reggio nell’Emilia 3 ⮞ Wahlkreis Modena 2 ⮞ Wahlkreis Parma |
|                                                   | Provinz Rimini (27 Gemeinden)                     | alle ⮞ Wahlkreis Rimini                                                    |

Der Wahlkreis umfasst alle 27 Gemeinden der Provinz Rimini.

### Wahlergebnisse

#### Parlamentswahl 2022
| Kandidaten                          | Kandidaten                    | Stimmen | %    | Listen                                                  | Stimmen | %    |
| ----------------------------------- | ----------------------------- | ------- | ---- | ------------------------------------------------------- | ------- | ---- |
|                                     | Jacopo Morronegewählt         | 73.940  | 43,0 | Fratelli d’Italia                                       | 48.034  | 27,9 |
| Lega per Salvini Premier            | Jacopo Morronegewählt         | 73.940  | 43,0 | 13.265                                                  | 7,7     |      |
| Forza Italia                        | Jacopo Morronegewählt         | 73.940  | 43,0 | 11.371                                                  | 6,6     |      |
| Noi Moderati                        | Jacopo Morronegewählt         | 73.940  | 43,0 | 1.270                                                   | 0,7     |      |
|                                     | Andrea Gnassi                 | 59.884  | 34,8 | Partito Democratico – Italia Democratica e Progressista | 48.584  | 28,2 |
| Alleanza Verdi e Sinistra           | Andrea Gnassi                 | 59.884  | 34,8 | 6.337                                                   | 3,7     |      |
| +Europa                             | Andrea Gnassi                 | 59.884  | 34,8 | 4.326                                                   | 2,5     |      |
| Impegno Civico – Centro Democratico | Andrea Gnassi                 | 59.884  | 34,8 | 637                                                     | 0,4     |      |
|                                     | Mariano Gennari               | 15.464  | 9,0  | Movimento 5 Stelle                                      | 15.464  | 9,0  |
|                                     | Alessandro Francesco Petrillo | 9.705   | 5,6  | Azione – Italia Viva                                    | 9.705   | 5,6  |
|                                     | Giammaria Zanzini             | 4.300   | 2,5  | Italexit per l’Italia                                   | 4.300   | 2,5  |
|                                     | Gianluca Ottaviano            | 3.379   | 2,0  | Vita                                                    | 3.379   | 2,0  |
|                                     | Carmela Giuditta Celestre     | 2.401   | 1,4  | Italia Sovrana e Popolare                               | 2.401   | 1,4  |
|                                     | Guido Mascioli                | 1.762   | 1,0  | Unione Popolare                                         | 1.762   | 1,0  |
|                                     | Alice Delicati                | 1.025   | 0,6  | Partito Animalista – UCDL – 10 Volte Meglio             | 1.025   | 0,6  |
|                                     | Elena Roveri                  | 156     | 0,1  | Sud chiama Nord                                         | 156     | 0,1  |
|                                     | Patrizio Maraldi              | 106     | 0,1  | Noi di Centro – Europeisti                              | 106     | 0,1  |
| Gesamt                              | Gesamt                        | 172.122 | 100  |                                                         | 172.122 | 100  |
|                                     |                               |         |      |                                                         |         |      |
| Ungültige Stimmen                   | Ungültige Stimmen             | 5.790   | 3,3  |                                                         |         |      |
| Wähler                              | Wähler                        | 177.912 | 69,1 |                                                         |         |      |
| Wahlberechtigte                     | Wahlberechtigte               | 257.574 |      |                                                         |         |      |
|                                     |                               |         |      |                                                         |         |      |
| Quelle: Innenministerium            |                               |         |      |                                                         |         |      |